# Zatoichi
 Pour plus de détails, voir Fiche technique et Distribution
Zatoïchi (座頭市, zatōichi) est une série de films puis une série télévisée, produites au Japon du début des années 1960 à la fin des années 1980. Elle est de nouveau adaptée au cinéma en 2003, par et avec Takeshi Kitano. Le personnage de Zatoïchi est issu d'une adaptation d'une courte nouvelle de Kan Shimozawa parue en 1961.

## Trame de l'histoire
Au Japon, durant la période Edo, Ichi est un masseur aveugle itinérant, membre de la guilde des aveugles (Tōdōza) dont il occupe le dernier rang (zatō), d'où son appellation.
Il est cependant extrêmement doué au sabre, particulièrement en iaijutsu.
Ayant fréquenté les yakuzas, il se retrouve régulièrement entraîné dans des querelles. Il essaye cependant de protéger les innocents de ces luttes entre clans.

## La série originale
Le personnage de Zatoïchi est issu d'une adaptation d'une courte nouvelle de Kan Shimozawa parue en 1961 et qui sert de prélude à un roman historique basé sur des faits réels.
La première série de 26 films met en scène Shintarō Katsu. Le premier film date de 1962, en noir et blanc. Il faut attendre le troisième film, en 1963, pour voir apparaître la couleur. Le 25e film date de 1973, puis il y a une pause de 16 ans avant le 26e et dernier, en 1989, réalisé par Shintarō Katsu lui-même.
En France, seuls les 6e et 22e épisodes sont sortis en salle, le premier sous les titres de Zatôichi et le Samouraï aveugle ou Zatôichi une tête de mille ryo, le 12 octobre 1977, le second sous les titres de Zatôichi, la fureur du manchot ou Zatôichi contre le sabreur manchot le 5 mars 1980.
En 2003, Takeshi Kitano réalise un nouveau Zatoïchi, jouant le rôle principal tenu jusqu'alors par Shintarō Katsu, décédé six ans auparavant.

### Liste des films
| No. | Sortie | Titre Français                                                                               | Rōmaji                                         | Kanji                      | Réalisateur      |
| --- | ------ | -------------------------------------------------------------------------------------------- | ---------------------------------------------- | -------------------------- | ---------------- |
| 01  | 1962   | La Légende de Zatoïchi : Le Masseur aveugle                                                  | Zatōichi monogatari                            | 座頭市物語                 | Kenji Misumi     |
| 02  | 1962   | La Légende de Zatoïchi : Le Secret                                                           | Zoku Zatōichi monogatari                       | 続・座頭市物語             | Kazuo Mori       |
| 03  | 1963   | La Légende de Zatoïchi : Un nouveau voyage                                                   | Shin Zatōichi monogatari                       | 新・座頭市物語             | Tokuzō Tanaka    |
| 04  | 1963   | La Légende de Zatoïchi : Le Fugitif                                                          | Zatōichi kyōjō tabi                            | 座頭市兇状旅               | Tokuzō Tanaka    |
| 05  | 1963   | La Légende de Zatoïchi : Voyage sans repos                                                   | Zatōichi kenka-tabi                            | 座頭市喧嘩旅               | Kimiyoshi Yasuda |
| 06  | 1964   | Zatōichi une tête de mille ryo                                                               | Zatōichi senryō-kubi                           | 座頭市千両首               | Kazuo Ikehiro    |
| 07  | 1964   | La Légende de Zatoïchi : La Lame                                                             | Zatōichi abare tako                            | 座頭市あばれ凧             | Kazuo Ikehiro    |
| 08  | 1964   | La Légende de Zatoïchi : Voyage meurtrier                                                    | Zatōichi kesshō-tabi                           | 座頭市血笑旅               | Kenji Misumi     |
| 09  | 1964   | La Légende de Zatoïchi : La Lettre                                                           | Zatōichi sekisho yaburi                        | 座頭市関所破り             | Kimiyoshi Yasuda |
| 10  | 1965   | La Légende de Zatoïchi : La Revanche                                                         | Zatōichi nidan-kiri                            | 座頭市二段斬り             | Akira Inoue      |
| 11  | 1965   | La Légende de Zatoïchi : Le Maudit                                                           | Zatōichi sakate giri                           | 座頭市逆手斬り             | Kazuo Mori       |
| 12  | 1965   | La Légende de Zatoïchi : Voyage en enfer                                                     | Zatōichi jigoku tabi                           | 座頭市地獄旅               | Kenji Misumi     |
| 13  | 1966   | La Légende de Zatoïchi : La Vengeance                                                        | Zatōichi no uta ga kikoeru                     | 座頭市の歌が聞える         | Tokuzō Tanaka    |
| 14  | 1966   | La Légende de Zatoïchi : Le Pèlerinage                                                       | Zatōichi umi o wataru                          | 座頭市海を渡る             | Kazuo Ikehiro    |
| 15  | 1967   | La Légende de Zatoïchi : La Canne-épée                                                       | Zatōichi tekka tabi                            | 座頭市鉄火旅               | Kimiyoshi Yasuda |
| 16  | 1967   | La Légende de Zatoïchi : Le Justicier                                                        | Zatōichi rōyaburi                              | 座頭市牢破り               | Satsuo Yamamoto  |
| 17  | 1967   | La Légende de Zatoïchi : Route sanglante                                                     | Zatōichi chikemuri kaido                       | 座頭市血煙り街道           | Kenji Misumi     |
| 18  | 1968   | La Légende de Zatoïchi : Le Défi                                                             | Zatōichi hatashi-jō                            | 座頭市果し状               | Kimiyoshi Yasuda |
| 19  | 1968   | La Légende de Zatoïchi : Les Tambours de la colère                                           | Zatōichi kenka-daiko                           | 座頭市喧嘩太鼓             | Kenji Misumi     |
| 20  | 1970   | La Légende de Zatoïchi : Zatoïchi contre Yojimbo                                             | Zatōichi to Yōjinbō                            | 座頭市と用心棒             | Kihachi Okamoto  |
| 21  | 1970   | La Légende de Zatoïchi : Le Shogun de l'ombre                                                | Zatōichi abare-himatsuri                       | 座頭市あばれ火祭り         | Kenji Misumi     |
| 22  | 1971   | La Légende de Zatoïchi : Zatoïchi contre le sabreur manchot / Zatôichi, la fureur du manchot | Shin Zatōichi: Yabure! Tojin-ken               | 新座頭市・破れ！唐人剣     | Kimiyoshi Yasuda |
| 23  | 1972   | La Légende de Zatoïchi : Voyage à Shiobara                                                   | Zatōichi goyō-tabi                             | 座頭市御用旅               | Kazuo Mori       |
| 24  | 1972   | La Légende de Zatoïchi : La Blessure                                                         | Shin Zatōichi monogatari: Oreta tsue           | 新座頭市物語・折れた杖     | Shintarō Katsu   |
| 25  | 1973   | La Légende de Zatoïchi : Retour au pays natal                                                | Shin Zatōichi monogatari: Kasama no chimatsuri | 新座頭市物語・笠間の血祭り | Kimiyoshi Yasuda |
| 26  | 1989   | La Légende de Zatoïchi : L'Odyssée finale                                                    | Zatōichi                                       | 座頭市                     | Shintarō Katsu   |
| 27  | 2003   | Zatoïchi                                                                                     | Zatōichi                                       | 座頭市                     | Takeshi Kitano   |

## Legekigade Hiroshi Hirata
En 1967, le mangaka Hiroshi Hirata publie un gekiga contant deux aventures de Zatoïchi (Zatoichi, Histoire de Nisha (Nisha-den)).

## La série télévisée
La série télévisée comporte quatre saisons et un total de cent épisodes, avec toujours Shintarō Katsu dans le rôle principal :
1. 26 épisodes en 1974 ;
2. 29 épisodes en 1976 ;
3. 19 épisodes en 1978 ;
4. 26 épisodes en 1979.

## La pièce de Takashi Miike
En 2007, le réalisateur Takashi Miike met en scène une pièce de théâtre narrant les aventures de Zatoïchi.

## Influence sur d'autres œuvres
Le personnage de Zato-ino dans la série Usagi Yojimbo est inspiré de Zatoïchi[réf. nécessaire].
On notera aussi qu'il servit d'inspiration à Eichirō Oda pour créer son personnage de l'amiral Issho, dans le manga One Piece.[réf. nécessaire]

## Voir également
- Lone Wolf and Cub
- Nemuri Kyōshirō